# Tooghin-Peulh
Ne doit pas être confondu avec Toéghin-Peulh, Tooghin ou Toghin.
Tooghin-Peulh, également orthographié Tooguin-Peulh, est une localité située dans le département de Séguénéga de la province du Yatenga dans la région Nord au Burkina Faso.

## Santé et éducation
Les centres de soins les plus proches de Tooghin-Peulh sont le centre de santé et de promotion sociale (CSPS) et le centre médical avec antenne chirurgicale (CMA) de Séguénéga.
Le village ne possède pas d'école primaire, les élèves devant se rendre à Tooghin.